# طرديلن مخزني
طرديلن مخزني  أو بُقُولُ الشَّعَّالِ أو فُولُ الشَّعَّالِ (سُمِّيَ بذلك لأنه كان يستعمل في إيقاد النار، أي تُقْدَحُ فيه النار) أو شرعوب مخزني (الاسم العلمي: Tordylium officinale) هو نوع غير مؤكد من النباتات يتبع جنس الطرديلن من الفصيلة الخيمية.